# Tyto
Tyto es un género de aves estrigiformes de la familia Tytonidae. El género agrupa alrededor de 13 a 15 especies distribuidas en casi todo el mundo. El número exacto de especies incluidas es algo en discusión. Al igual que todos los titónidos, los miembros del género son aves de presa nocturnas de tamaño mediano-grande y tienen una cabeza relativamente grande con la cara en forma de corazón. Sus patas son largas y equipadas de fuertes garras bien desarrolladas. El plumaje es generalmente de color marrón, beige y crema o blanco, con manchas o rayas. El nombre genérico tyto viene del término onomatopéyico griego τυτώ, con el que parece haberse denominado a algunas clases búhos o lechuzas, más usualmente llamadas γλαύξ.

## Especies
De acuerdo con la clasificación de referencia (versión 2.5, 2010) del Congreso Ornitológico Internacional se distinguen las siguientes especies (en orden filogenético):

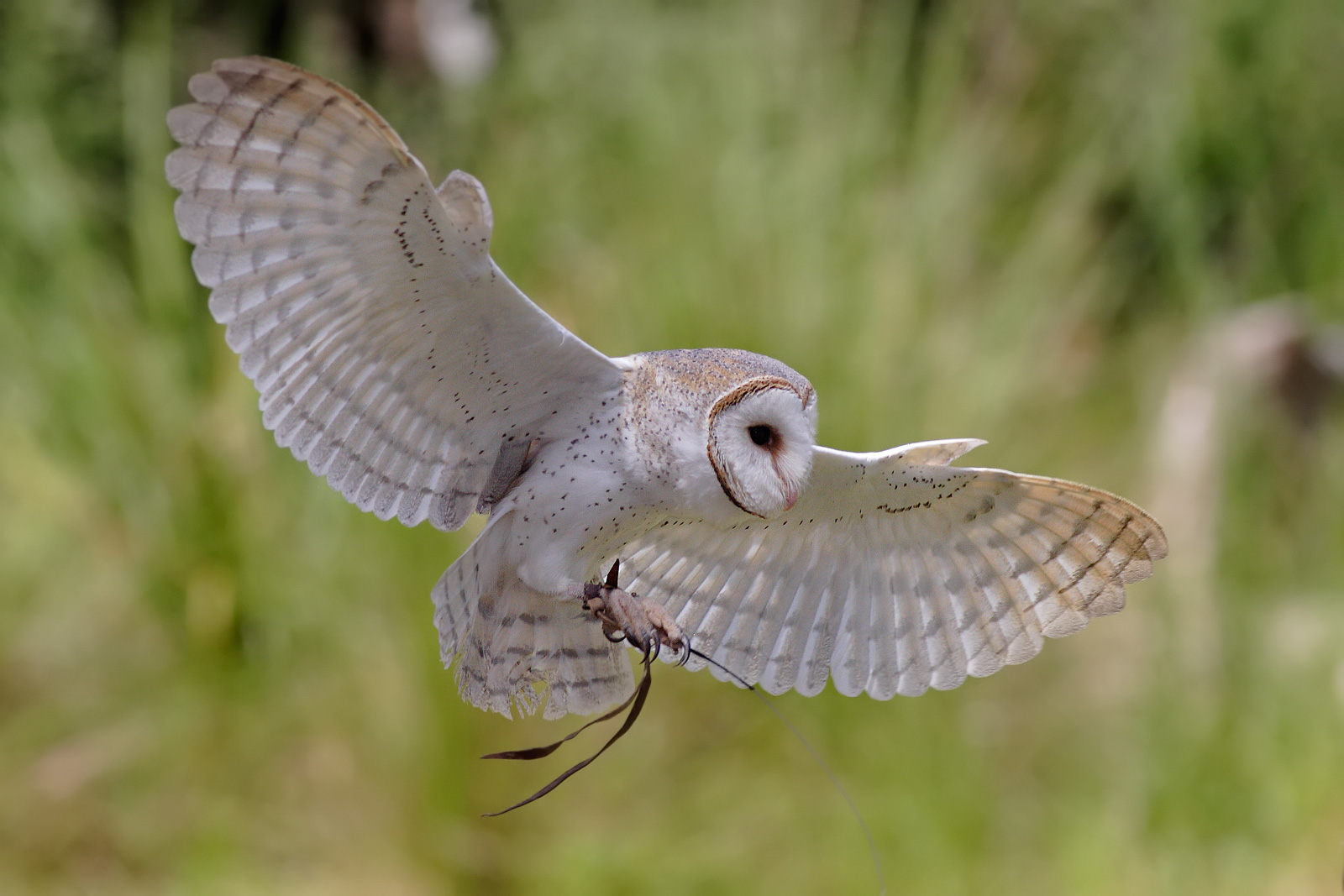
Tyto novaehollandiae.

- Tyto tenebricosa (Gould, 1845) -- Lechuza tenebrosa
- Tyto multipunctata (Mathews, 1912) -- Lechuza moteada
- Tyto inexspectata (Schlegel, 1879) -- Lechuza de Minahasa
- Tyto nigrobrunnea Neumann, 1939 -- Lechuza de la Taliabu
- Tyto sororcula (P. L. Sclater, 1883) -- Lechuza de las Tanimbar
- Tyto manusi Rothschild & Hartert, 1914 -- Lechuza de la Isla Manus
- Tyto aurantia (Salvadori, 1881) -- Lechuza dorada
- Tyto novaehollandiae (Stephens, 1826) --  Lechuza australiana
- Tyto almae[3] Jønsson et al., 2013 -- Lechuza de Ceram
- Tyto rosenbergii (Schlegel, 1866) -- Lechuza de Célebes
- Tyto soumagnei (A. Grandidier, 1878) -- Lechuza malgache
- Tyto alba (Scopoli, 1769) -- Lechuza común
- Tyto delicatula Gould, 1837
- Tyto deroepstorffi (Hume, 1875)
- Tyto glaucops (Kaup, 1852) -- Lechuza de la Española
- Tyto capensis (A. Smith, 1834) -- Lechuza de El Cabo
- Tyto longimembris (Jerdon, 1839) -- Lechuza patilarga
- Tyto furcata (Temminck, 1827) -- Lechuza americana (a veces reconocida como subespecie de Tyto alba)

### Especies extintas
- Tyto sanctialbani (Lydekker, 1893)
- Tyto gigantea Ballmann, 1973
- Tyto balearica Mourer-Chauviré, Alcover, Moyà e Pons, 1980
- Tyto mourerchauvireae Pavia, 2004
- Tyto jinniushanensis Hou, 1993
- Tyto pollens Wetmore 1937
- Tyto ostologa Wetmore, 1922
- Tyto riveroi Arredondo, 1972
- Tyto noeli Arredondo, 1972
- Tyto neddi Steadman e Hilgartner, 1999
- Tyto cavatica Wetmore, 1920
- Tyto letocarti Balouet e Olson, 1989